# Les Amoureux au ban public
Les Amoureux au ban public est un mouvement formé  de couples franco-étrangers qui a pour but de faire respecter le droit des couples franco-étrangers à s'unir et vivre en famille sur le territoire français. Son nom est inspiré de la célèbre chanson Les Amoureux des bancs publics de Georges Brassens.
Il est né en réaction à la loi du 14 novembre 2006 relative au contrôle de la validité des mariages qui renforce le dispositif juridique mis à la disposition des officiers de l’état civil et du parquet pour contrôler la validité des mariages, avant comme après la célébration. Elle introduit notamment un dispositif de contrôle de la validité du mariage d’une personne française célébré à l’étranger par une autorité étrangère et modifie l’article 47 du code civil régissant la valeur probante des actes de l’état civil établis à l’étranger. Il résulte également du durcissement des conditions d'entrée et de séjour en France des conjoints étrangers de français. Les associations locales "Les Amoureux au ban public" aident ces couples à faire respecter leurs droits devant les administrations françaises, en particulier les mairies, les préfectures ou les consulats.
Une association loi de 1901 a été constituée au cours du mois de mars 2010 afin de pouvoir embaucher des salariés et demander des subventions publiques ainsi que de récolter des dons. Le mouvement des Amoureux au ban public est aujourd’hui constitué de 3 collectifs locaux implantés à Albi, Paris/IDF et Strasbourg et 3 associations loi de 1901 à Lyon, Montpellier et Quimper. 

## Historique
Le mouvement des Amoureux au ban public nait avec le soutien de la Cimade à Montpellier en juin 2007. Le mouvement prend peu à peu de l'ampleur devant les difficultés croissantes rencontrées par ces couples à faire respecter leurs droits. 
Une association a été créée en mars 2010 pour permettre d’obtenir des financements et de se doter d’une équipe permanente qui n'existe plus depuis 2018.
De nombreuses associations, telles le Secours catholique ou la FASTI ont participé au développement du mouvement, ainsi que, la Ligue des droits de l'homme ou Amnesty international notamment , qui ont eux aussi soutenu les actions du mouvement.
En décembre 2016, les deuxième États Généraux du mouvement des Amoureux au ban public sont l’occasion de faire le point sur dix années d’existence et d’actions, de célébrer les victoires et les créations réalisées et de se tourner vers les dix années à venir : au-delà de la défense des droits à la vie privée et familiale, les Amoureux au ban public ont la volonté de prendre la parole pour aborder des thématiques telles que la mixité et la diversité culturelle.

## Actions et événements
Dès 2008, le mouvement lance une première grande action avec la mobilisation de 2000 couples.
Les collectifs locaux et les associations locales les Amoureux au ban public proposent des permanences juridiques à destination des couples binationaux, et organisent également des mobilisations visant à l’évolution de leurs droits à vivre en famille, telles que la saisine de la HALDE (devenu Défenseur des Droits) pour discrimination en septembre 2008.
Différents événement festifs sont organisés régulièrement par les Amoureux au ban public : ainsi, à l'occasion de la Saint-Valentin, un « bal des Amoureux » est organisé le 14 février comme ce fut le cas à Lyon, Paris, Marseille, ...
L'association de soutien les Amoureux au ban public publie sur son site une page appelée "Nous sommes ici !" où tous les couples franco-étrangers et plus largement, les familles binationales, sont invitées à poster leur photo et leur cri du cœur. 
À partir de 2016, le Loving Day (en) est également célébré à la date du 12 juin en hommage au combat d’un couple mixte américain qui a lutté pour faire évoluer la loi discriminante sur les unions interraciales dans les années 60.

## Créations et communication
Des artistes (Rodolphe Burger, Jacques Higelin, D’ de Kabal, Sandra Nkaké, Spleen) ont réalisé un disque collectif sous le titre Les Amoureux au ban public. Cet album comprenant un CD et un DVD est sorti en avril 2009, « pour donner un écho médiatique plus important à la campagne » du mouvement. Un clip est réalisé par Claire Denis.

## Contexte
Les modifications législatives relatives aux unions franco-étrangères ainsi qu'à l'immigration familiale tendent à appliquer un traitement juridique spécifique aux relations affectives entre personnes de nationalités différentes, ou simplement étrangères, dans le cadre d'une volonté politique de maîtrise de l'immigration. 
Les années 2000-2021 ont connu plusieurs lois et initiatives en ce sens. Par exemple la Loi du 26 novembre 2003 relative à la maîtrise de l'immigration, au séjour des étrangers en France et à la nationalité qui crée le délit de «mariage de complaisance» ou encore la constitution en 2010 d'un groupe de travail sur les «mariages gris» qui a élaboré un projet de loi.
Plusieurs modifications législatives relatives au droit des étrangers ont été votées au cours des dernières années, notamment : l’abolition du délit de séjour irrégulier fin 2012, puis avec la réforme du 7 mars 2016 la délivrance de « plein droit » (c’est-à-dire sous réserve de stricte satisfaction des conditions et sur demande) des visas de long séjour et des cartes de résidents aux ressortissants.es étrangers.es conjoints.es de français.es et le maintien du droit au séjour en cas de violences au sein du couple depuis la réforme du 7 mars 2016. 
Selon le mouvement, ces dispositifs sont contraires aux articles 8 et 12 de la Convention européenne des droits de l'homme qui définissent comme un droit fondamental pour toute femme ou tout homme celui de se marier et de fonder une famille.